# Fidżi na Zimowych Igrzyskach Olimpijskich 1988
Fidżi na Zimowych Igrzyskach Olimpijskich 1988 reprezentował jeden zawodnik – Rusiate Rogoyawa, który startował w biegach narciarskich, czyli jednej z czternastu dyscyplin igrzysk. Był on jednocześnie chorążym reprezentacji Fidżi na igrzyskach w Calgary. Był to pierwszy start Fidżi na zimowych igrzyskach olimpijskich.
Rogoyawa wystartował tylko w biegu na 15 kilometrów, w którym zajął 83. miejsce (wyprzedził tylko dwóch sklasyfikowanych i pięciu niesklasyfikowanych biegaczy). Oprócz Rogoyawy do Calgary pojechało trzech członków delegacji.

## Tło startu
Narodowy komitet olimpijski tegoż kraju powstał w 1949 roku, a przez Międzynarodowy Komitet Olimpijski został zatwierdzony sześć lat później. Rok po zatwierdzeniu komitetu olimpijskiego Fidżi wystartowało na letnich igrzyskach w Melbourne. Na zimowych igrzyskach olimpijskich reprezentanci tego kraju zadebiutowali w 1988 roku. Oprócz zawodnika, do Calgary pojechało trzech członków delegacji Fidżi, w tym attaché olimpijski Jerome Pransky oraz szef misji olimpijskiej Vidhya Lakhan.
Fidżi to kraj, w którym nie da się uprawiać żadnej zimowej dyscypliny sportu (wyspy leżą w pasie klimatu równikowego wilgotnego), toteż Rogoyawa nie miał tam możliwości do trenowania biegów. Po raz pierwszy zetknął się z narciarstwem w Norwegii podczas studiowania inżynierii elektrycznej (było to w 1982 roku, przedtem nigdy na własne oczy śniegu nie widział). Stawiał tam swoje pierwsze kroki w biegach, a także nauczył się jeździć na nartach.

## Wyniki

### Biegi narciarskie
Fidżi reprezentował tylko Rusiate Rogoyawa, który wystąpił w biegu na 15 km mężczyzn.
Bieg na 15 km techniką klasyczną został rozegrany 19 lutego 1988 roku i przystąpiło do niego 90 zawodników. Już od samego startu Rogoyawa plasował się pod koniec stawki. Na pierwszym pomiarze czasu uzyskał czas 19:47,0 (do pierwszego miejsca tracił 6:40,9 min), który dawał mu tylko przedostatnie, 84. miejsce przed Sanmaryńczykiem Andreą Sammaritanim. Nad Sanmaryńczykiem miał bezpieczną przewagę wynoszącą niecałe 30 sekund. Bezpośrednio przed Rogoyawą biegł Roberto Alvárez z Meksyku, mający nad nim 7 sekund przewagi. Dwójka Alvárez–Rogoyawa traciła już jednak niemal minutę do plasującego się na 82. pozycji Arturo Kincha z Kostaryki. Z czasem tracili coraz więcej do kostarykańskiego biegacza, więc toczyli oni walkę tylko o 83. miejsce (równocześnie coraz bardziej dystans tracił biegacz z San Marino).
Na kolejnym punkcie pomiaru czasu Rogoyawa uzyskał czas 42:48,8 (tracił do pierwszej pozycji niemal czternaście i pół minuty) i był 84. na punkcie pomiaru. Jego strata była tak duża, że dziewięciu najlepszych zawodników zdążyło już ukończyć cały bieg. Fidżyjczyk powiększał przewagę nad Sammaritanim (1:33,4 min), jednak zaczął tracić dystans do Alváreza (22,3 s). Później Rogoyawa zdołał jeszcze odrobić stratę do Meksykanina i na ostatnich metrach wyścigu obaj stoczyli bardzo wyrównany pojedynek o 83. miejsce. Ostatecznie lepszy okazał się Rogoyawa, który wyprzedził Alváreza o jedną dziesiątą sekundy. Rogoyawa uzyskał czas 1-01:26,3 i wyprzedził tylko Meksykanina, Sanmaryńczyka i pięciu niesklasyfikowanych zawodników. Do zwycięzcy, reprezentującego ZSRR Michaiła Diewiatjarowa, stracił natomiast 20 minut, 7 sekund i 4 dziesiąte sekundy.
| Zawodnik         | Konkurencja    | 1. pomiar | 1. pomiar | 2. pomiar | 2. pomiar | Wynik końcowy | Wynik końcowy |
| Zawodnik         | Konkurencja    | Czas      | Miejsce   | Czas      | Miejsce   | Czas          | Miejsce       |
| ---------------- | -------------- | --------- | --------- | --------- | --------- | ------------- | ------------- |
| Rusiate Rogoyawa | 15 km mężczyzn | 19:47,0   | 84        | 42:48,8   | 84        | 1-01:26,3     | 83 (na 90)    |